# ایوو ویسی
ایوو ویسی (انگلیسی: Ivo Vesey; ۱۱ اوت ۱۸۷۶ – ۱۹ فوریهٔ ۱۹۷۵) فرد نظامی اهل بریتانیا بود. وی برندهٔ جوایزی همچون نشان حمام و نشان امپراتوری بریتانیا شده‌است.
او افسر ارتش بریتانیا بود که از سال ۱۹۳۷ تا ۱۹۳۹ به عنوان رئیس ستاد کل در هند خدمت کرد.